# Thomas Kastenmaier
Thomas Kastenmaier (* 31. Mai 1966 in München) ist ein ehemaliger deutscher Fußballspieler.
Nach seiner Spielerkarriere war Kastenmaier als Fußballtrainer unter anderem bei Borussia Mönchengladbach und LR Ahlen tätig.

## Karriere als Spieler
Der Abwehrspieler Kastenmaier begann das Fußballspielen in der Jugend des SF Harteck München und wechselte später zum TSV Milbertshofen. Mit der Auswahlmannschaft des Landesverbands Bayern gewann er 1989 den Länderpokal der Amateure, nachdem die Auswahlmannschaft Hessens im Elfmeterschießen (2:2 nach 90 Minuten) mit 4:2 besiegt wurde.
Am 31. August 1989 debütierte er – inzwischen zum FC Bayern München gewechselt – beim 4:0-Heimsieg über den Hamburger SV in der Bundesliga, als er in der 60. Minute für Manfred Schwabl eingewechselt wurde und neun Minuten später mit dem zwischenzeitlichen 3:0 auch sein erstes Tor erzielte. Nach neun Bundesligaspielen, drei Spielen im Europapokal der Landesmeister und dem Gewinn der Meisterschaft wechselte Kastenmaier zum Ligakonkurrenten Borussia Mönchengladbach, bei dem er auf Anhieb Stammspieler wurde. In acht Spielzeiten bestritt er 182 Erstligaspiele – darunter alle 38 in der Saison 1991/92 – und erzielte 40 Tore. Mit der Borussia erreichte er 1992 zudem das Endspiel um den DFB-Pokal, das allerdings im Elfmeterschießen gegen Hannover 96 verloren wurde. 1995 hingegen wurde das Endspiel gegen den VfL Wolfsburg mit 3:0 gewonnen. Sein letztes Spiel in der Bundesliga bestritt Kastenmaier am 7. Dezember 1996 dort, wo seine Profi-Karriere einst begonnen hatte – beim FC Bayern München. In der 75. Minute endete für ihn die mit 0:1 verlorene Begegnung, als er für Peter Nielsen ausgewechselt wurde. Seine Verletzungen wogen so schwer, dass er weder in der Rückrunde noch in der Folgesaison zum Einsatz kam.

## Karriere als Trainer
Nach seiner Spielerkarriere fand Kastenmaier zunächst eine Anstellung in der Geschäftsstelle von Borussia Mönchengladbach, ehe er die U17-Mannschaft des Vereins trainierte. Nach der Entlassung des bisherigen Trainers Manfred Stefes übernahm Kastenmaier am 8. März 2004 die Leitung der Amateure in der Oberliga Nordrhein bis zum Ende der Spielzeit. In der Folgesaison rückte Kastenmaier – infolge der Verpflichtung von Horst Köppel als Cheftrainer – auf die Position des Co-Trainers zurück.
Am 25. Juni 2005 übernahm er das Amt des Trainerassistenten des Zweitligisten LR Ahlen. Nach dem Rücktritt des Trainers František Straka übernahm Kastenmaier am 25. Oktober 2005 als Interimstrainer die Verantwortung für die Mannschaft, wurde aber bereits einen Tag später von Paul Linz abgelöst und nahm erneut die Position des Co-Trainers ein, die er bis 6. Dezember 2005 – mit Ablösung durch Arno Michels – innehatte. Von Mitte November 2007 bis Juni 2008 trainierte er den Kreisligisten SC Wegberg und war ab Juli 2008 verantwortlicher Trainer des SC 09 Erkelenz in der Bezirksliga 4, Mittelrhein. Bis zum Ende der Saison 2009/10 war er bei der Sportvereinigung Oberaußem als Trainer tätig.
Nebenbei betreibt er zusammen mit weiteren Ex-Profis Kastes Fußballschule für 6- bis 16-Jährige.

## Erfolge
- Deutscher Meister 1990 mit dem FC Bayern München
- DFB-Pokal-Sieger 1995 mit Borussia Mönchengladbach
- Länderpokal-Sieger 1989

## Auszeichnungen
- Torschütze des Monats März 1995[1]